# Ablatie (geologie)
Ablatie is de verdwijning, afvoer of loslating van een stof aan het oppervlak, door verdamping, sublimatie, afbrokkeling of andere vormen van erosie. De term wordt bijvoorbeeld gebruikt in de glaciologie.